# Cleora fraterna
Cleora fraterna là một loài bướm đêm trong họ Geometridae.

## Hình ảnh

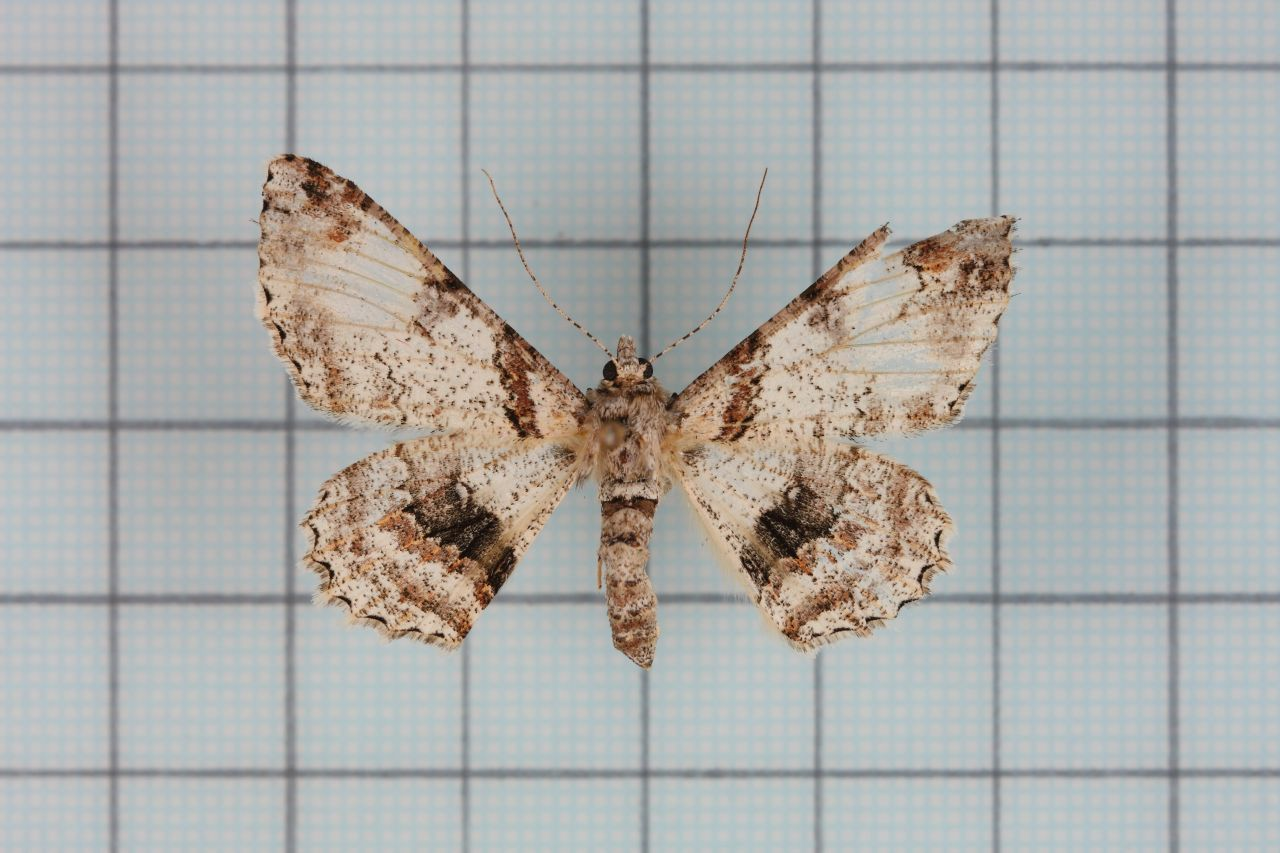
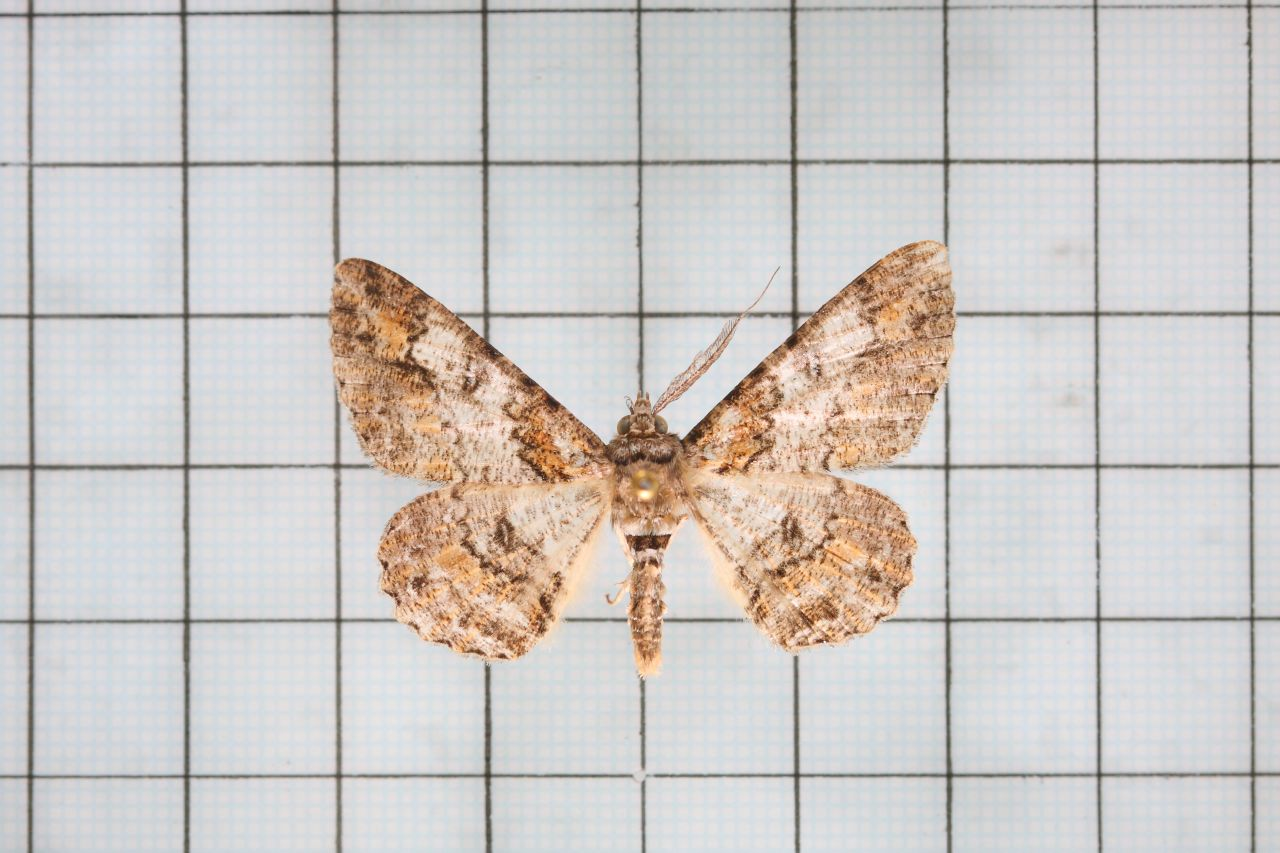
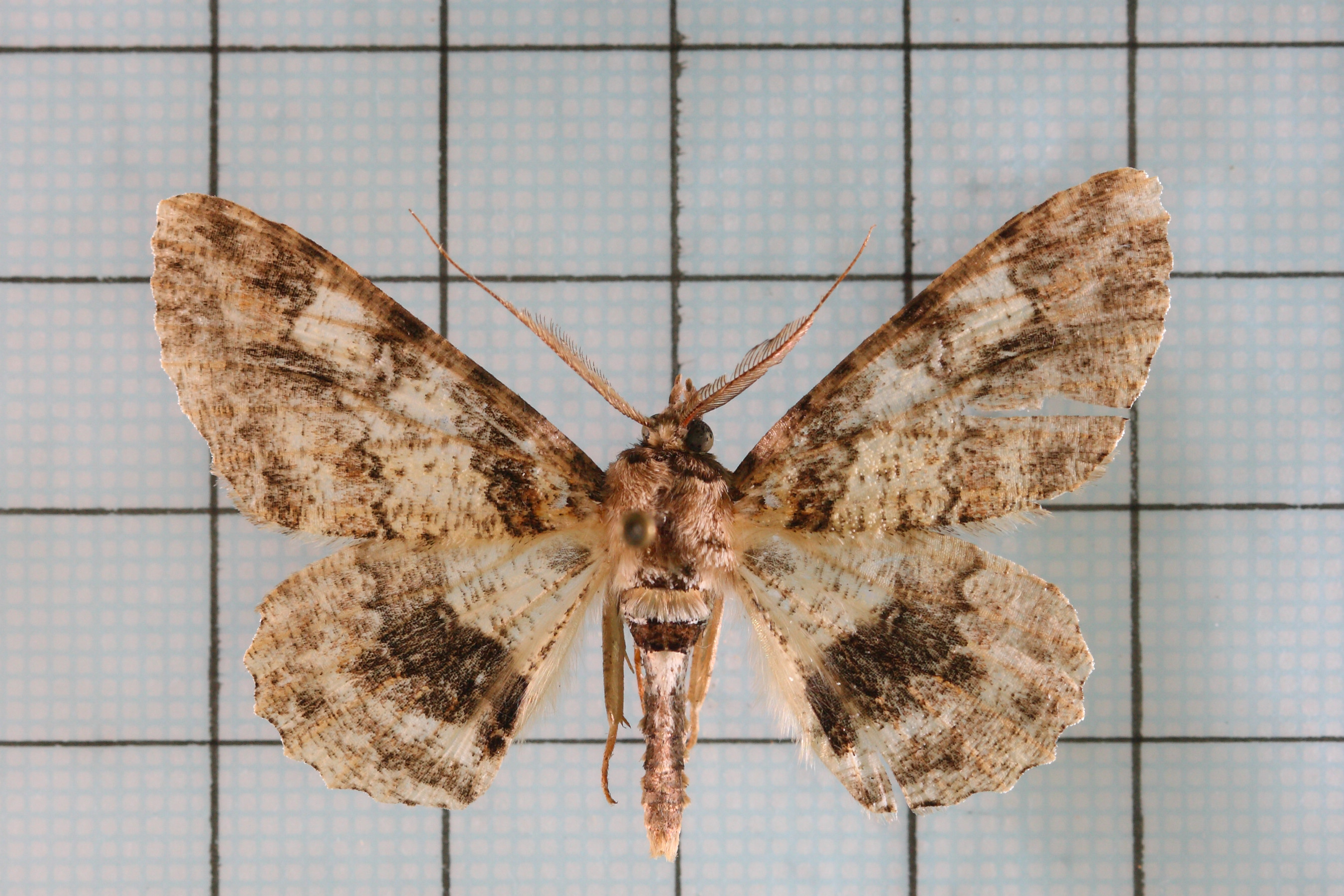